# Hercostomus argentifacies
Hercostomus argentifacies är en tvåvingeart som beskrevs av Octave Parent 1933. Hercostomus argentifacies ingår i släktet Hercostomus och familjen styltflugor. Inga underarter finns listade i Catalogue of Life.